# Hoko amazonský
Hoko amazonský (Mitu tuberosum) je hrabavý pták z čeledi hokovitých, který se vyskytuje na většině území Amazonského pralesa.

## Systematika
Druh poprvé popsal Johannes Theodor Reinhardt v roce 1825. Jedná se o monotypický taxon. Hoko amazonský byl původně považován za konspecifický k hokovi mitu (Mitu mitu), nicméně dnes jsou tyto taxony považovány za sesterské druhy.

## Popis
Hoko amazonský dosahuje délky těla 83–89 cm. Samci váží kolem 3,9 kg. Opeření je většinou černé s jasně fialovomodrým odleskem. Spodní část břicha a podocasní krovky jsou kaštanové. Konce ocasu jsou bílé. Zobák je nápadně velký, červený, bočně zploštělý, na horním zobáku se nachází výrazný výrůstek. U samců bývá větší než u samic.

## Biologie
Hoko amazonský se živí hlavně spadlým ovocem, potravu doplňuje listy, hmyzem a malými bezobratlými. Krmí se převážně samostatně nebo v páru na zemi. Doba hnízdění se patrně může místně lišit, v severním Peru trvá od listopadu do února. Hnízdo je stavěno z klestí, lián a listů. Snůšku tvoří 2 nebo 3 vejce. Při nejmenším někteří jedinci jsou polygynní. 
Podobně jako ostatní hokové, i hoko amazonský má výrazný vokální projev. Projevuje se hlubokými dunivými zvuky, z nichž první 3 jsou stoupavé a poslední 2 stálé (ani stoupavé ani klesavé), výše položené. Nejčastěji jej lze slyšet kolem východu slunce a kdykoli v době hnízdění.

## Rozšíření
Hoko amazonský se vyskytuje na většině území Amazonského pralesa, hlavně na jih od řeky Amazonky od východního Peru a severní Bolívie až k Atlantskému pobřeží. Na sever od Amazonky areál výskytu zasahuje do jihovýchodní Kolumbie, severovýchodního Peru a do východní Brazílie až po Rio Negro. Stanoviště druhu tvoří nížinaté stálezelené pralesy, hlavně terra firme, ale také galeriové lesy, údolní nivy várzea a lesy při okrajích jezer a řek. Typicky se vyskytuje v nadmořských výškách do 1000 m n. m., jen výjimečně výše až do maximální výše 1350 m n. m.

## Populace a ohrožení
Celkovou populaci je velmi složité odhadnout. Mezinárodní svaz ochrany přírody ji k roku 2021 opatrně odhadoval na 300 000–2 000 000 jedinců. Populační trend je patrně klesající, a to z důvodu úbytku habitatu a lovu místními obyvateli. Druh je proto hodnocen jako téměř ohrožený taxon.

## Vztah k lidem
Hoko amazonský je pro některé místní amazonské komunity důležitým potravním zdrojem. Místní domorodci si cení i hokova ocasního peří, které používají jako prachovku či malý smetáček. Orgány hoků bývají používány v tradiční medicíně a ptáčata hoků bývají občas odchovávána jako domácí mazlíčci.